# كول ويب
كول ويب هو علامة تجارية لـبديل الكريمة المخفوقة، كما تعرف باسم ويبد توبينج الذي وضعه مُصنعها، كرافت هاينز. ويُستخدم في أمريكا الشمالية لتزيين الحلويات وفي بعض وصفات الفطائر الغير مخبوزة كنوع من الطعام سهل التحضير والذي لا يتطلب خفق ويحافظ على قوامه دون ذوبان.
تدوم فترة صلاحية كول ويب لفترة أطول من الكريمة العادية أثناء تجميدها. كما أن الكريمة العادية ليس لديها نفس مذاق وقوام الكريمة المخفوقة، وتكلفتها حوالي أكثر من 50%. وصُنف في البداية كـ «بديل الحليب» بالرغم من احتواءه على الكازين بروتين الحليب؛ لكنها الآن تحتوي على الحليب. يُباع المنتج مجمد ويجب أن يترك ليذوب في الثلاجة قبل استخدامه.[بحاجة لمصدر]

## نظرة عامة

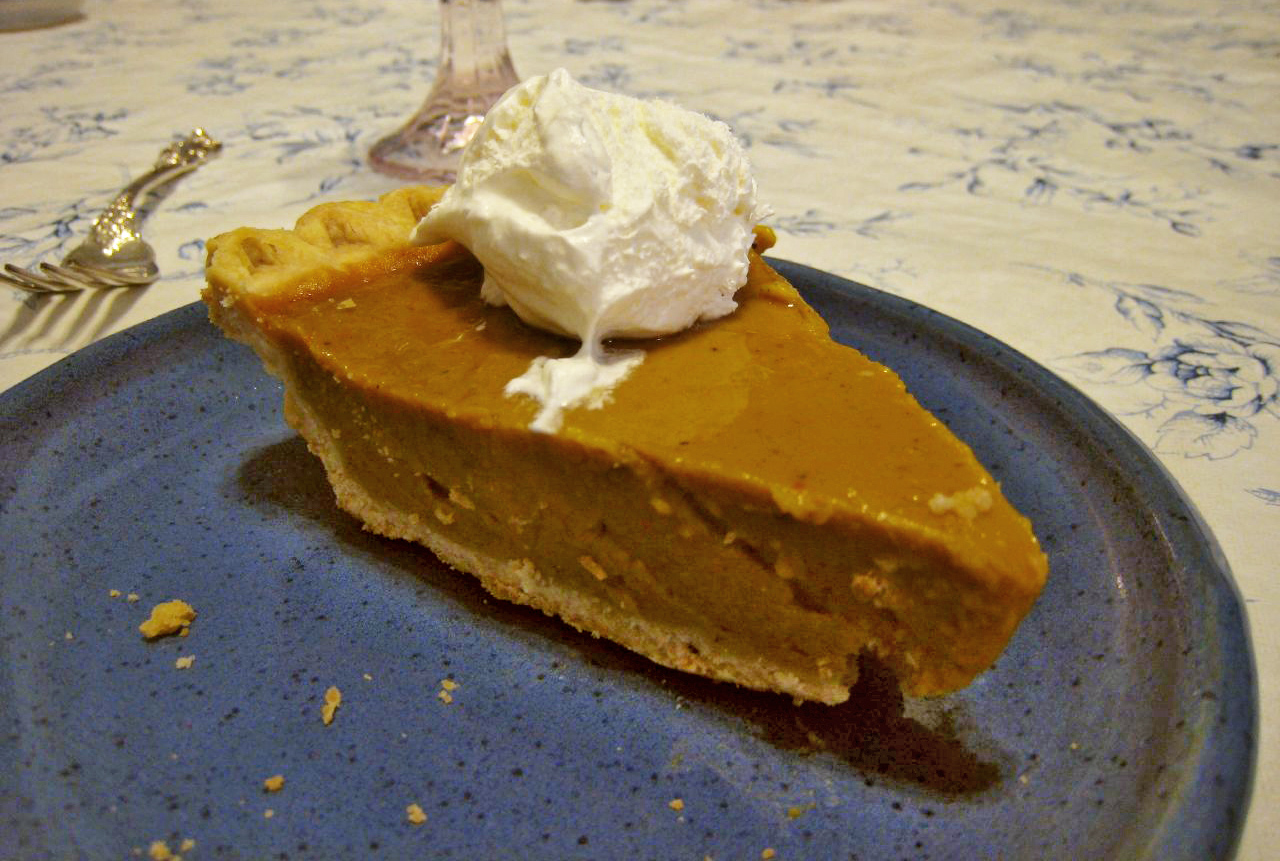
فطيرة يقطين أعلاها كريمة كول وايب

ظهر كول ويب في 1966 حيث قدمه قسم بيردس آي في شركة جينرال فودز، والذي أصبح الآن جزء من شركة كرافت هاينز. وبعد عامين من إنتاجه، أصبح المنتج الأكثر والأعلى ربحاً في قائمة منتجات شركة بيردس آي. أصبح كول ويب الآن من أكثر علامة تجارية للكريمة المخفوقة استهلاكاً في الولايات المتحدة.
صُنع الكول ويب في عام 1966 من قبل عالم الغذاء جورج لورانت. الميزة الأساسية لاختراعه هي أن يوزع المنتج مجمداً.
صُنع كول ويب في آفون، نيويورك، لطرحه في الأسواق الأمريكية والكندية. تم بيعه مجمداً في 8 أونصات (226 جرام) وفي أواني بلاستيكية الأكبر حجماً ويتم تثليجها قبل تقديمها. يحتوي كل 9 جرام على 25 كيلو كالوري (105 كيلو جول) من الطاقة، منها 1.5 جرام أو 15 كيلو كالوري (63 كيلو جول) من الدهون.
ويتوفر بأنواع مختلفة منها النوع العادي، ذو الكريمة الإضافية، قليل الدسم، خالي الدسم، وخالٍ من السكر (مصنوع من قبل شركة نوتراسويت). في كندا، يصنف النوع الخالٍ من الدسم بأنه منخفض الدهون للغاية.[when?]  وتشمل النكهات الموسمية الفانيلا الفرنسية، الشيكولاته والقرفة الحلوة وتم إنتاجهم جميعاً في عام 2011؛ كما تم إضافة نكهة الفراولة؛ النعناع في عام 2016، ونكهة التشيزكيك في 2017.
ولا يزال الكول ويب العلامة التجارية للويبد توبينج الأكثر شعبية في الولايات المتحدة، ويأتي الريدي ويب (الكريمة المخفوقة في علبة بخاخة) في المرتبة الثانية.

## المكونات
يصنع الكول ويب العادي من الماء، زيت نباتي مهدرج (يشمل زيت جوز الهند وزيت بذور النخيل)، شراب الذرة عالي الفركتوز، شراب الذرة، حليب منزوع الدسم، كريمة قليلة الدسم (أقل من 2%)، كازينات الصوديوم، نكهات طبيعية وصناعية، صمغ الزانثان وصمغ الغوار، بوليسوربات 60، سوربيتان أحادى استيارات، فوسفات الصوديوم والبيتا-كاروتين (مادة صبغية). كول ويب متوفر في علبة بخاخة وتحتوي على أكسيد النيتروس حيث يستخدم كمادة دافعة.[بحاجة لمصدر]
منذ عرضه في الأسواق، تم تصنيف وإعلان كول ويب بأنه بديل حليب، ولكن في عام 2018 احتوى كول ويب على الحليب منزوع الدسم، كاسينيدين الصوديوم، مشتقات الألبان. بل وقبل إضافة الحليب منزوع الدسم، تم تصنيف الكول ويب في التقاليد الغذائية اليهودية بأنه من منتجات الألبان بسبب احتواءه على كازينات الصوديوم.[بحاجة لمصدر]